# Lomba (Lajes das Flores)
Lomba es una freguesia portuguesa perteneciente al municipio de Lajes das Flores, situado en la Isla de Flores, Región Autónoma de Azores. Posee un área de 10,02 km² y una población total de 197 habitantes (2001). La densidad poblacional asciende a 19,7 hab/km².
- Datos: Q2025270
- Multimedia: Lomba (Lajes das Flores) / Q2025270

1. ↑  Worldpostalcodes.org,código postal n.º 9960-500.